# Il viaggio nell'azzurro
Il viaggio nell'azzurro (Die Fahrt ins Blaue) è un film muto del 1919 diretto da Rudolf Biebrach.

## Produzione
Il film fu prodotto dalla Messter Film e dalla Projektions-AG Union (PAGU).

## Distribuzione
Distribuito dalla Hansa Film Verleih e Universum Film (UFA), uscì nelle sale cinematografiche tedesche presentato in prima alla Mozartsaal di Berlino il 21 novembre 1919.